# باکیوو (شهرستان استرلیباشفسکی، باشقیرستان)
باکیوو (انگلیسی: Bakeyevo, Sterlibashevsky District, Republic of Bashkortostan) یک شهرک در شهرستان استرلیباشفسکی استان باشقیرستان کشور روسیه است.